# Feng Menglong
Feng Menglong en chino 馮夢龍  (Changzhou, actual Suzhou, provincia de Jiangsu 1574-1645) fue un escritor chino en la dinastía Ming.
Feng pertenecía a la escuela de Li Zhi, que apoyaba la importancia de los sentimientos humanos y el comportamiento en la literatura. La mayor parte de su obra literaria consistió en la edición y compilación de historias, almanaques, novelas, etcétera. Destacan dos de sus novelas, Pingyao Zhuan y Qing Shi. Otra de sus novelas ha tenido más éxito modernamente y se convirtió en un programa de televisión Dongzhou Lieguo Zhi (Romance de los Reinos del Este de Zhou). En el año 1620 aproximadamente publicó el Gujin Xiaoshuo ( "Historias del antiguo y lo moderno").
Publicó obras de teatro, canciones populares y sobre todo tres recopilaciones de narraciones orales cuyo título es Tres recopilaciones de cuentos (三言).
- Datos: Q371966
- Multimedia: Feng Menglong / Q371966